# アイリーン・ヘッカート
アイリーン・ヘッカート（Eileen Heckart, 1919年3月29日 - 2001年12月31日）はアメリカ合衆国の女優。

## 略歴
オハイオ州コロンバス出身。オハイオ州立大学で学ぶ。舞台のアシスタントとしてブロードウェイにかかわるうち、やがて自身も女優となる。以来数多くの舞台や映画、TVドラマ等に出演した。主役を演じて人気を博すタイプではなかったが、数多い受賞など業界内での評価は高い。
1953年には『ピクニック』でシアター・ワールド賞を受賞。
1956年には『悪い種子』で、第14回ゴールデングローブ賞 助演女優賞を受賞。
1972年には舞台版にも出演した『バタフライはフリー』でアカデミー助演女優賞を受賞した。

## 主な出演作品
- 傷だらけの栄光 Somebody Up There Likes Me (1956)
- バス停留所 Bus Stop (1956)
- 悪い種子 The Bad Seed (1956)
- 西部に賭ける女 Heller in Pink Tights (1960)
- 下り階段をのぼれ Up the Down Staircase (1967)
- バタフライはフリー Butterflies Are Free (1972)
- 西部に来た花嫁 Zandy's Bride (1974)
- 隠れ家 The Hiding Place (1975)
- 家 Burnt Offerings (1976)
- ハートブレイク・リッジ 勝利の戦場 Heartbreak Ridge (1986)
- ファースト・ワイフ・クラブ The First Wives Club (1996)